# روش اثبات
روش اثبات در فلسفه و علم  راه مشخص از فعالیت منطقی است برای تعیین درستی یا نادرستی یک گزاره.
روش‌های اثبات مختلفی وجود دارد که مهم‌ترین آن‌ها (بدون بحث در این که کدام بهتر است یا بدتر) از این قرار است:
- برهان عقلی به روش‌های عقلی مختلف سعی در اثبات داریم. روش‌هایی چون:

قیاس: روشی عقلی است که سعی می‌کنیم گزارۀ مورد نظر را منتج از چند گزارهٔ اثبات شده بیابیم.
برهان خلف: گزارۀ مورد نظر را نادرست فرض می‌کنیم و سعی می‌کنیم نشان دهیم این فرض جدید، منجر به یک تناقض یا نتیجهٔ غیرممکن می‌شود.
- استقراء: جزء جزء از جمع را بررسی می‌کنیم. اگر در همۀ آن‌ها گزاره درست بود، آن را درست اعلام می‌کنیم (در این روش استثنائات بی اهمیت فرض شده‌است!).

استقراءریاضی: یک فرمول خاص را برای اعضای مجموعه اعداد مورد بحث امتحان می‌کنیم.
روش تجربی: این روش استقرائی که خود، مهم‌ترین روش اثبات علوم امروزی است؛ با آزمایش، سعی در اثبات دارد. حال می‌تواند آزمایش عقلی باشد مثل روش جرج برکلی یا آزمایش حسی مثل بسیاری از فیزیک‌دانان و دیوید هیوم.
فلسفه علم به بررسی روش اثبات می‌پردازد.